# 岩野橋
岩野橋（いわのばし）は、長野県長野市松代町岩野 - 篠ノ井横田の千曲川に架かる長野県道387号清野篠ノ井停車場線の橋長497 m（メートル）のラーメン橋。

## 概要
現橋は長野県で初めてディビダーク式有ヒンジラーメン箱桁橋として施工され、設計に際して本形式で問題となる支間中央部に沈下に対して検討している。
- 形式 - PC有ヒンジラーメン箱桁橋
- 橋格 - 2等橋
- 橋長 - 497.000 m
  - 支間割 - (47.000 m + 33.500 m) + 5×(2×33.500 m) + (33.500 m + 47.000 m)[注釈 1]
- 幅員
  - 総幅員 - 8.200 m
  - 有効幅員 - 7.5000 m
  - 車道 - 6.000 m
  - 歩道 - 両側0.750 m
- 架設工法 - ディビダーク工法（張出し架設工法）

## 歴史
かつて当地付近には千曲川を渡る雨宮の渡しがあった。これは第四次川中島の戦いで上杉軍が妻女山を下り、霧中に千曲川を渡り武田川を奇襲したことでことで知られる。
1906年（明治39年）10月に橋長145 m、幅員2.4 mの板橋となり、1910年（明治43年）10月に橋長145 m、幅員2.7 mの木造方杖橋となった。その後、1936年（昭和11年）10月11日に橋長927 m、幅員4.5 mの木橋に架け替えられた。
後に、千曲川低水敷にのみ架かる橋長140 m、幅員3.2 mの木橋となり、これは潜水橋で主桁が鉄線で連絡されて洪水時には橋梁が中央で別れて両岸で係留されるようになっていた。木床版は洪水前に水防台により撤去されていたが、極めて危険な作業であり1965年（昭和40年）頃から実施されなくなった。
そのような背景の中、永久橋への架替運動が盛んになり1966年（昭和41年）に着手、1971年（昭和46年）に竣工、1972年（昭和47年）1月27日に開通した。